# Buchenroedera griquana
Buchenroedera griquana är en ärtväxtart som beskrevs av Rudolf Schlechter. Buchenroedera griquana ingår i släktet Buchenroedera och familjen ärtväxter. Inga underarter finns listade i Catalogue of Life.